# オンスクエア
オンスクエア株式会社は埼玉県川口市にある主に防犯用品をあつかう電子機器・医療機器の総合メーカー。

## 概要
電子機器・医療機器等の商品企画・開発・製造、一般医療機器の輸入代行・倉庫保管業
主な登録商標のブランドとして「Onlord」オンロード「Onsupply」オンサプライ「iexa」アイエクサがある。

## 沿革
- 2011年8月 - オンスクエア株式会社設立
- 2015年12月 - 量販店・家電量販店での取り扱いを開始
- 2016年8月 - 資本金を3,000万円に増資
- 2021年6月 - 日本国内で初のガリンスタン体温計として一般医療機器、水銀フリー体温計「なん℃かな」を販売開始